# Кевен
Кевен (фр. Quéven) — коммуна на северо-западе Франции, находится в регионе Бретань, департамент Морбиан, округ Лорьян, кантон Плёмёр. Пригород  Лорьяна, примыкает к нему с севера. Через территорию коммуны проходит национальная автомагистраль N165. Восточная граница коммуны проходит по реке Скорф. Юго-западную часть территории коммуны занимает аэропорт Лорьян-Южная Бретань.
Население (2019) — 8 770 человек.

## Достопримечательности
- Часовня Троицы, восстановленная в 1960-1962 годах после бомбардировок во время Второй мировой войны
- Большое количество дольменов на территории коммуны
- Шато Керруссо XVIII века

## Экономика
Структура занятости населения:
- сельское хозяйство — 0,9 %
- промышленность — 8,4 %
- строительство — 5,9 %
- торговля, транспорт и сфера услуг — 41,1 %
- государственные и муниципальные службы — 43,7 %

Уровень безработицы (2018) — 7,7 % (Франция в целом —  13,4 %, департамент Морбиан — 12,1 %). 

Среднегодовой доход на 1 человека, евро (2018) — 23 050 (Франция в целом — 21 730, департамент Морбиан — 21 830).

## Демография
Динамика численности населения, чел.

## Администрация
Пост мэра Кевена с 2014 года занимает Марк Бутрюш (Marc Boutruche). На муниципальных выборах 2014 года возглавляемый им центристский список победил в 1-м туре, получив 74,73 % голосов.
| Период | Период | Фамилия         | Партия                                     | Примечания                                                      |
| ------ | ------ | --------------- | ------------------------------------------ | --------------------------------------------------------------- |
| 1947   | 1974   | Жозеф Кербеллек | Французская секция Рабочего интернационала |                                                                 |
| 1974   | 1980   | Пьер Киньо      | Социалистическая партия                    | учитель                                                         |
| 1981   | 2008   | Жан-Ив Лоран    | Социалистическая партия                    | член Генерального совета департамента                           |
| 2008   | 2014   | Марк Козилис    | Коммунистическая партия                    |                                                                 |
| 2014   |        | Марк Бутрюш     | Разные правые                              | советник по управлению финансами, бывший футболист клуба Лорьян |

## Города-побратимы
- Альтенкунштадт, Германия
- Бургкунштадт, Германия
- Вайсмайн, Германия
- Данмануи, Ирландия
- Коро, Мали